# Kazem Shariatmadari
Mohammad Kazem Shariatmadari, Grande Ayatollah (in persiano محمد کاظم شريعتمداري‎, Moḥammed Kāẓem Sharīʿatmadārī, anche chiamato Shariat-Madari; Tabriz, 5 gennaio 1906 – Teheran, 3 aprile 1986), è stato un importante esponente religioso sciita, partecipe della Rivoluzione Iraniana.

## Biografia
Nato da famiglia azera, fu uno tra i più rilevanti esponenti religiosi, conosciuto per le sue idee liberali moderate. Con la morte del Grande Ayatollah Borujerdi (che era un Marjaʿ Muṭlaq), diviene uno dei Marjaʿ, punto di riferimento politico e religioso non solo dell'Iran ma anche dell'Iraq, Pakistan, India e degli Stati del Golfo Persico del Sud dove più significativa è la presenza sciita.

Attivo rivoluzionario, già dal 1978 affianca l'Ayatollah Khomeini nel rovesciamento dell'allora Scià iraniano Mohammad Reza Pahlavi.
Qualche mese dopo la vittoria della rivoluzione, a causa della sua tendenza moderata che era in forte contrasto con quella radicale del clero rivoluzionario sotto la guida di Khomeini, viene messo agli arresti domiciliari tra le violente proteste dei suoi seguaci della natia Tabriz.
Muore agli arresti domiciliari nella sua casa di Teheran nel 1986.